# Ruta Sepetysová
Ruta Sepetysová (Sepetys, * 19. listopadu 1967 Detroit, USA) je americká spisovatelka s litevskými kořeny po svém otci.

## Život
Získala bakalářský titul na Internacional Finance na Hillsdale Colledge. Mezitím studovala i Centre d’études Européennes ve francouzském Toulon a na ICN v Nancy.

## Díla
- V šedých tónech (2011)
- Potrhaná křídla (2013)
- Sůl moře (2016)
- Mlčící fontány (2019)
- Musím tě zradit (2022)

### V šedých tónech
Její první román pojednává o období před druhou světovou válkou, kde odvede hlavní hrdinku Linu i s matkou a malým bratrem sovětská tajná policie do pracovních táboru na Sibiři. Lina se přes to všechno snaží naučit přežít v takových podmínkách a pomocí lásky k umění, konkrétně kreslení si dění kolem sebe tajně zapisuje, kreslí a posílá tajné zprávy svému otci. Později proto, aby uchovala paměti národa a vzdala hold všem na smrt poslaným nevinným lidem. Příběh plný krutosti, ale i lásky a naděje.

### Potrhaná křídla
Příběh pojednává o dívce jménem Josie Moraineová, která přichází do města New Orleans v padesátých letech se svou matkou. S matkou prostitutkou milující drahé věci a nemilosrdně zacházející se svou dcerou, o kterou se možná ani sama nechce starat. Josie se snaží postavit na nohy z neblahých čtvrtí tohoto města. S plnou hlavou snů se snaží splnit si vše o čem si předsevzala.

### Sůl moře
Děj příběhu je zasazen na konec druhé světové války v místě Východního Pruska, kde je k sobě okolnostmi svedena čtveřice mladých lidí a to Florian – Východní Prusko, Joana – Litva, Emilia – Polsko, Alfred – Německo. Na lodi odvážející tisíce uprchlíků do bezpečí. Jmenovala se Wilhelm Gustloff. Z natěšení blížící se spásy v podobě svobody se stane tragédie a vše se mění na boj o holý život. Právě při zoufalém boji o život se ukazuje, že lidé by neměli brát ohledy na svůj původ, na kterém nikdy vcelku nezáleží, protože důležitější je přežít.
Mlčíčí fontány
Román odehrávající se v roce 1957 v Madridu. Daniel Matheson, 18letý mladík z Texasu, přijíždí se svými rodiči do Hotelu Castellana Hilton. Otec, ropný magnát, chce uskutečnit nějaké obchody, matka, původem Španělka, chce vidět opět svoji rodnou zemi, a Daniel, finalista fotografické soutěže, chce fotografovat reálný život ve Španělsku. V hotelu se seznamuje s místními Španěly, kteří ho postupně, i když nevědomky vtahují do svého života, který je poznamenaný i po dvaceti letech důsledky španělské občanské války a Francovým režimem. Daniel se postupně dostává pod povrch věcí, které se jinak jeví a jinak jsou - chudoba ve španělské čtvrti Valleca, obchod s novorozeňaty v nemocnici Inclusa, nepovolené toreadorské zápasy... Daniel skrze své fotografie chce najít odpovědi na otázky, které se mu staví do cesty. Bude nucen jednat a chránit ty, které miluje.